# فيريتاسيوم
فيريتاسيوم هي قناة ذات محتوى علمي ثتقيفي باللغة الإنجليزية على اليوتيوب، من إنشاء الفيزيائي ديريك مولر سنة 2011.

## الفيديوهات
فيديوهات فيريتاسيوم تلقت إشادة من النقاذ. فاز فيلم «المهمة الممكنة الغرافين» بمهرجان سايبرسكرين السينمائي للعلوم في ساينس أونلاين 2012.

## الاسم
اسم "Veritasium" هو مزج للكلمة اللاتينية فيريتاس أي الحقيقة و اللاحقة المشتركة بين العديد من العناصر -ium.  الذي يعطي كلمة "Veritasium"، عنصر الحقيقة.